# Letzte-Chance-Kamm
Letzte-Chance-Kamm är en bergstopp i Antarktis. Den ligger i Östantarktis. Nya Zeeland gör anspråk på området. Toppen på Letzte-Chance-Kamm är 1 679 meter över havet.
Terrängen runt Letzte-Chance-Kamm är lite bergig. Trakten är obefolkad. Det finns inga samhällen i närheten. 